# Brakna
La wilaya de Brakna (àrab: ولاية البراكنة, wilāyat al-Barākina, pronunciat localment wilāyat al-Brākna) és una regió administrativa (wilaya) de Mauritània. La seva capital és Aleg.

## Geografia
La wilaya de Brakna està situada al sud-oest del país, a la frontera amb el Sénégal.

## Història
A grans trets el territori correspon amb l'antic emirat dels braknes o brakna que van donar el nom a la regió.

## Organització territorial
Brakna es compon de 5 departaments:

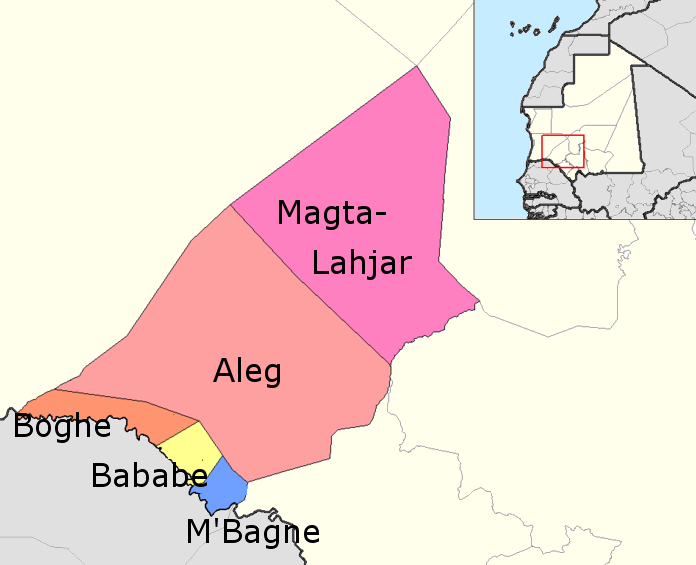
Els departaments de Brakna

- Departament de Aleg, compost pels municipis d'Aghchorguitt, Aleg, Bouhdida, Cheggar, Djellwar, Mal

- Departament de Bababé, compost pels municipis d'Aéré M'Bar, Bababé, El Verae

- Departament de Boghé, compost pels municipis de Boghé, Dar El Aviya, Dar El Barka, Ould Biram

- Departament de M'Bagne, compost dpels municipis de Bagodine, Edbaye El Hijaj, M'Bagne, Niabina

- Departament de Magta-Lahjar, compost pels municipis de Djonaba, Magta-Lahjar, Ouad Emour, Sangrave

## Població
En el moment del cens general de la població i de l'hàbitat (RGPH) del 2000, Brakna comptava 247.006 habitants.